# باشگاه فوتبال خیمیک وانادزور
باشگاه فوتبال خیمیک وانادزور (ارمنی: Ֆուտբոլային Ակումբ Քիմիագործ Վանաձոր؛ انگلیسی: Football Club Khimik Vanadzor) یک باشگاه فوتبال در شهر وانادزور و در استان لوری کشور ارمنستان می‌باشد که در لیگ دسته اول فوتبال ارمنستان بازی می‌کرد. زمین خانگی این باشگاه ورزشگاه لوری بود.

## تاریخچه
این باشگاه در ۱۹۵۰ میلادی تأسیس شد و نماینده کارخانه مواد شیمیایی کیروواکان بود. با این حال در سال ۱۹۹۳ میلادی پس از استقلال ارمنستان  منحل شد و در حال حاضر در سطح فوتبال حرفه‌ای فعالیتی ندارد.

## افتخارات
این تیم در سال‌های ۱۹۵۵ و ۱۹۶۴ قهرمان ارمنستان شوروی شد.